# Людина в зеленій рукавичці
«Людина в зеленій рукавичці» (рос. «Человек в зелёной перчатке») — радянський художній фільм 1967 року, знятий режисером Миколою Екком на Кіностудії ім. М. Горького.

## Сюжет
Стереоскопічний фільм. Німецько радянська війна. У глибокому тилу ворога під час однієї з операцій Григорій Ковелло, використовуючи циркову майстерність, виконує завдання, але отримує поранення в руку. І тепер, коли війна закінчена, герой повертається до цирку і незабаром створює чудовий номер-еквілібр на одній руці. В основі фільму — історія життя циркового артиста, еквілібриста Лева Осинського.

## У ролях
- Євген Жаров — Чарівник
- Костянтин Самсонов — Григорій Ковелло
- Едуард Ізотов — Федір Ковелло
- Євгенія Колмикова — Таня Ковелло
- Інгріда Андріня — мати Ліни та Ліна Ковелло, дві ролі
- Микола Бриллінг — Отто Мюллер
- Леонід Довлатов — директор цирку
- Елла Новикова — Ліна Ковелло в дитинстві
- Надія Дрозд — Жаннет
- Галина Адаскіна — повітряна гімнастка
- Олександр Альошичев — клоун

## Знімальна група
- Режисер — Микола Екк
- Сценарист — Лев Гросман
- Оператори — Володимир Чибісов, Віталій Шолін
- Композитор — Микита Богословський
- Художник — Володимир Богомолов